# الجامعة الأوروبية في مدريد
الجامعة الأوروبية في مدريد هي جامعة خاصة إسبانية تقع في منطقة مدريد. تضم ثلاثة فروع: الحرم الجامعي الرئيسي في بيابيثيوسا دي أودون، وحرم ألكوبينداس، والحرم الإبداعي الجديد في وسط مدينة مدريد. تستقبل أكثر من 16,000 طالب من 110 جنسية مختلفة. في عام 2019، تم اختيارها كخامس أفضل جامعة خاصة في إسبانيا، وفقًا لتصنيف صحيفة "إلموندو". هي واحدة من ثماني جامعات إسبانية حاصلة على تصنيف خمس نجوم وفقًا لتصنيف كيو إس للجامعات العالمية. 

## التاريخ
تأسست الجامعة الأوروبية في مدريد عام 1989 كمركز الدراسات الأوروبية العليا (CEES)، وهو مركز تابع لجامعة كمبلوتنسي في مدريد. وقد تم الاعتراف بها كجامعة خاصة بموجب القانون رقم 24/1995 الصادر في 17 يوليو 1995.
وهي واحدة من أربع جامعات في إسبانيا والبرتغال تشكل جزءًا من شبكة جامعة أوروبا، والتي تضم: جامعة أوروبا في مدريد، جامعة أوروبا في فالنسيا، جامعة أوروبا في جزر الكناري، وجامعة أوروبا في لشبونة. 

## رؤساء الجامعة
• خوان سالثيدو مارتينيث (1995 - 2001)
• فرناندو فرنانديث مينديث دي أندس (2001 - 2004)
• أنطونيو بانياريس كانيثاريس (2004 - 2009)
• أجيدا بنيتو كابا (2009 - 2015)
• إيسابيل فرنانديث مارتينيث (2015 - 2017)
• ميغيل جوميث نابارو (2017 - 2017)
• خوان موروتيه ساريون (2017- 2019)
• إلينا جاثابو (2019 - حتى الآن) 

## الكليات
تضم الجامعة ست كليات، وهي:
• كلية العلوم الطبية الحيوية والصحة
• كلية الطب، الصحة والرياضة
• كلية العلوم الاقتصادية، وإدارة الأعمال، والاتصال
• مدرسة الهندسة، والعمارة، والعلوم، والحوسبة
• كلية العلوم القانونية، والتعليم، والعلوم الإنسانية
• مدرسة الدراسات العليا والبحث العلمي 

## المراكز التابعة
•  مركز دراسات جاريجيس
يُعد مركز دراسات جاريجيس كيانًا خاصًا مرتبطًا بمكتب المحاماة جاريجيس، وقد تأسس في عام 1994 بهدف وضع الخبرة المهنية والمعرفة التي اكتسبها المكتب في المجال القانوني والاقتصادي في خدمة المجتمع. 

## الحرم الجامعي
تضم الجامعة ثلاثة حُرُم جامعية: حرم بيابيثيوسا دي أودون، حرم ألكوبينداس، الحرم الإبداعي الجديد في وسط مدينة مدريد.
• حرم بيابيثيوسا دي أودون
منذ عام 1989، يشغل هذا الحرم مساحة قدرها 25 هكتارًا، ويضم حاليًا خمسة مبانٍ تعليمية، ومجمعًا رياضيًا، وسكنين جامعيين بسعة تزيد عن 500 شخص.
يضم حرم بيابيثيوسا دي أودون أربع كليات ومدارس ضمن مرافقه: مدرسة الهندسة والعمارة والتصميم، كلية العلوم الاجتماعية والاتصال، كلية العلوم الطبية الحيوية والصحة، كلية علوم النشاط البدني والرياضة.
يضم هذا الحرم أيضًا مستشفى محاكاة مجهزًا بأحدث التقنيات، مما يسمح بتطبيق نموذج أكاديمي مبتكر مصمم للتدريب السريري والبحث العلمي. كما يحتوي على استوديوهات للراديو والتلفزيون، ومختبرات بحثية لمعظم مجالات المعرفة العلمية، وغرف للمقابلات، واستوديوهات للتصميم والتحرير، ومختبرًا للغات، إلى جانب تجهيزات أخرى.
كما يستضيف هذا الحرم المركز المهني للجامعة الأوروبية، المخصص لدراسات التكوين المهني.
وفي عام 2022، بدأت أعمال إنشاء المستشفى الإكلينيكي البيطري داخل الحرم، إلى جانب الانتهاء من تجهيز مستشفى المحاكاة البيطرية المخصص لطلاب درجة البكالوريوس في الطب البيطري. 
• حرم ألكوبينداس
تم افتتاح حرم ألكوبينداس في العام الدراسي 2014/2015، وقد صُمم ليكون مركزًا يُركز على الشركات وريادة الأعمال. يضم هذا الحرم أكثر من 10 برامج بكالوريوس، و6 برامج للتكوين المهني من الدرجة العليا، وأكثر من 50 برنامج دراسات عليا.
ومنذ عام 2019، أصبح مركز دراسات غاريغيس جزءًا من مجموعة الجامعة الأوروبية، ولذلك تم نقله إلى هذا الحرم في ألكوبينداس كمركز تابع. 
• الحرم الإبداعي
تم افتتاحه في العام الدراسي 2024/2025، ويضم أكثر من 5,000 متر مربع من المرافق الحديثة، ويقع في رقم 39 من شارع ماريا دي مولينا في وسط مدريد. سيحتضن هذا الحرم جميع البرامج الأكاديمية المرتبطة بمجالات التصميم، الفنون، والتقنيات الإبداعية، مثل: الرسوم المتحركة، تصميم ألعاب الفيديو، التصميم الغرافيكي والوسائط المتعددة، تصميم المنتجات، التصميم الداخلي، تصميم الأزياء، إدارة الأزياء والتواصل فيها، الفن الرقمي والتقنيات الإبداعية
وغيرها من التخصصات ذات الصلة. 

## الدكتوراه الفخرية
• بير إنجفار برانيمارك (2003) – توفي عام 2014
• ميجيل فيساك (2004) – توفي عام 2006
• لويس باسات (2005)
• ماريو بارجاس يوسا (2006)
• أنطونيو جاريجيس ووكر (2007)
• بالنتين فوستار كارويا (2008)
• خوان روديس تيكسيدور (2008) – توفي عام 2017
• بيدرو ألونسو فرنانديز (2008)
• إنريكي ف. إجليسياس (2008)
• خوان أنطونيو سامارانش (2009) – توفي عام 2010
• نيلسون مانديلا (2010) – توفي عام 2013
• خوسيه بلاناس جوميز (2010)
• رجب طيب أردوغان (2010)
• شيرين عبادي (2010)
• ليخ فاونسا (2011)
• بلاثيدو دومينغو (2013)
• بيدرو دوكي (2013)
• أنخيل جوريا (2015)
• رافاييل نادال (2015)
• إجناثيو ساستورين (2016)
• أنطونيو جوتيريش (2016)
• ريبيكا جرينسبان مايوفيس (2018)
• كارلوس إيريرا (2021)
• إنياكي جابيلوندو (2021) 